# President d'Egipte
Aquesta llista de caps d'Estat d'Egipte la formen només els governants de l'Egipte modern. Per veure els faraons de l'antic Egipte vegeu: Llista de faraons.

## Valísd'Egipte (1699-1768)
- Muhammad Qara Bajá (1699-1704)
- Suleiman Bajá (1704)
- Muhammad Rami Bajá (1704-1706)
- Ali Bajá (1706-1707)
- Hassan Damada Bajá (1707-1709)
- Ibrahim Bajá (1709-1710)
- Khalil Khosej Bajá (1710-1711)
- Wali Bajá (1711-1714)
- Abdi Bajá (1714-1717) (1a vegada)
- Ali Kiaya Bajá (1717-1720)
- Rajab Bajá (1720-1721)
- Muhammad Nishanji Bajá (1721-1725) (1a vegada)
- Ali Muraly Bajá (1725-1726)
- Muhammad Nishanji Bajá (1726-1727) (2a vegada)
- Abdi Paschá (1727-1727) (2a vegada)
- Abu Bakr Bajá (1727-1729) (1a vegada)
- Abdallah Heupruluzade Bajá (1729-1733)
- Muhammad Silahdar Bajá (1733-1734)
- Abu Bakr Bajá (1734) (2a vegada)
- Ali Hakimzade Bajá (1734-1741) (1a vegada)
- Yahya Bajá (1741-1743)
- Muhammad Said Bajá (1743-1744) (1a vegada)
- Muhammad Ragib Bajá (1744-1748)
- Ahmad Bajá (1748-1752)
- Muhammad Melek Bajá (1752)
- Hassan Ash-Sharawi (1752-1755)
- Ali Hakimzade Bajá (1755-1756) (2a vegada)
- Said Ad-Din Bajá (1756-1757)
- Muhammad Said Bajá (1757-1760) (2a vegada)
- Mustafa Bahir Keuse Bajá (1760-1762)
- Ahmad Bajá (1762-1765)
- Bakr Bajá (1765-1766)
- Hamza Silahdar Mahir Bajá (1766-1767)
- Muhammad Melek Bajá (1767) (2a vegada)
- Muhammad Raquim Bajá (1767-1768)
- Muhammad Diwitdar Bajá (1768)

## Beylerbeysmamelucsd'Egipte (1768-17981804)
- Ali Bey Al-Kabir (1768-1773) (des de 1769 autoproclamat sultà)
- Muhammad Bey Abu'dh Dhahab (1773-1775)
- Triumvirat (1775-1777):

- Murad Bey, Emir al-Hajj (governador militar) (1a vegada)
- Ibrahim Bey, Sheikh al-Bulad (governador civil) (1a vegada)
- Yusuf Bey, Emir al-Hajj (Cap de Peregrins de la Meca)

- Ismail Bey, Sheikh al-Bulad (1777-1778) (2a vegada)
- Duumvirat (1778-1786):

- Murad Bey, Emir al-Hajj (2a vegada)
- Ismail Bey, Sheikh al-Bulad (2a vegada)

- Triumvirat (1786- 1790):

- Ismail Bey, Sheikh al-Bulad (3a vegada)
- Ali Bey, Defterdar (supervisor de finances)
- Hassan Bey, Emir al-Haji

- Duumvirat (1790-1798):

- Murad Bey, Emir al-Hajj (3a vegada)
- Ibrahim Bey, Sheikh al-Bulad (2a vegada)

- Tot i que entre 1798 i 1804 continua havent mamelucs, el poder reial va ser exercit primerament per oficials francesos, i més tard per valís otomans.

## Administració francesa (1798-1801)
- Napoleó Bonaparte (1798-1799)
- Jean Baptiste Kléber (1799-1800)
- (Abdullah) Jacques François de Boussay, baró de Menou (1800-1801)

## Valís electius d'Egipte (1801-1805)
- Nasih Bajá (1801)
- Kucuk Hussein Bajá (1801)
- Khosrew Bajá (1801-1803) (1a vegada)
- Taher Bajá (1803)
- Tarabulsi (1803)
- Alí Bajá Borghul (1803)
- Osman el-Bardissi (1803-1804)
  - No és elegit per Istanbul. Puja al poder després de l'assassinat de l'anterior valí.
- Khosrew Bajá (1804) (2a vegada)
- Khurshid Bajá (1804-1805)

## Casa Reial de Mehmet Ali (1805-1953)

### Valís hereditaris d'Egipte (1805-1863)
- Muhammad Alí (1805-1848)
- Ibrahim Pasha d'Egipte (1848)
- Abbas Hilmi I (1848-1854)
- Mehmet Said (1854-1863)
- Ismail Bajá (1863-1867)

### Kedivsd'Egipte (1863-1914)
- Ismail Bajá (1867-1879)
- Tewfik Bajá (1879-1892)
- Abbas Hilmi II (1892-1914)

### Sultansd'Egipte (1914-1922)
- Husayn Kamil (1914-1917)
- Fuad I (1917-1922)

### Reisd'Egipte (1922-1953)
- Fuad I (1922-1936)
- Faruk I (1936-1952)
- Fuad II (1952-1953)

## Període republicà (1953-)

### Presidentsde la República d'Egipte (1953-1958)
- Muhammad Naguib (1953-1954) (1a vegada)
- Gamal Abdel Nasser (1954) (President del Consell Revolucionari)
- Muhammad Naguib (1954) (2a vegada)
- Gamal Abdel Nasser (1954-1958)

### Presidents de la República Àrab Unida (1958-1971)
- Gamal Abdel Nasser (1958-1970)
- Anwar el-Sadat (1970-1971)

### Presidents de la República Àrab d'Egipte (1971-)
- Anwar el-Sadat (1971-1981)
- Sufi Abu Talib (1981) (President interí)
- Muhammad Hosni Mubarak (1981-2011)
- Mohamed Hussein Tantawi (2011- 2012), Cap del consell suprem de les forces armades
- Mohamed Mursi (2012-2013)
- Adly Mansur (2013)[1]
- Abdel Fattah el-Sisi (2014-)